# Saskia Sassen
Saskia Sassen (La Haya, Países Bajos, 5 de enero de 1947) es una socióloga, escritora y profesora neerlandesa. En 2013 obtuvo el Premio Príncipe de Asturias de Ciencias Sociales. En 2018 se le concedió el Premio CLACSO 2018.

## Biografía
Nació en La Haya (Países Bajos), en 1947 pero creció en Buenos Aires (Argentina), porque su familia se trasladó a vivir allí en 1950. Pasó buena parte de su juventud en Italia, y en 1966 se instaló en Francia, para estudiar en la Universidad de Poitiers durante un año. Posteriormente prosiguió sus estudios en la Universidad de Roma La Sapienza, para acabar volviendo a Buenos Aires para titularse en filosofía y ciencias políticas por la Universidad de Buenos Aires. A partir de 1969 se trasladó a Indiana para estudiar sociología y economía en la Universidad de Notre Dame, donde acabó consiguiendo un máster en 1971 y un doctorado en 1974. Su investigación posdoctoral se desarrolló en el Centro de Estudios Internacionales de la Universidad Harvard. Actualmente es profesora de sociología de la cátedra Robert S. Lynd en la Universidad de Columbia, Nueva York, y profesora visitante de Economía Política en el Departamento de Sociología de la London School of Economics. Es doctora honoris causa por la Universitat de València (España) Universidad de Delft (Países Bajos), la de Poitiers (Francia), la de Gante (Bélgica), la de Warwick (Reino Unido) y el Real Instituto de Tecnología de Estocolmo.
Además, forma parte del Consejo de Relaciones Exteriores y del Panel sobre Ciudades de la Academia Nacional de Ciencias de los Estados Unidos, donde ha presidido el Comité de Tecnologías de la Información y Cooperación Internacional del Consejo de Investigación en Ciencias Sociales.
En 2013, fue galardonada con el Premio Princesa de Asturias de Ciencias Sociales porque es la única mujer que aparece entre los diez primeros científicos sociales del mundo, según el ranking del Social Sciences Citation Index de la última década, en el que figuran también Anthony Giddens, Jürgen Habermas o Zygmunt Bauman. 
Desde 2020, es miembro del Grupo Científico de Justicia Penal Italiana, Europea e Internacional del Instituto Iberoamericano de Estudios Jurídicos – IBEROJUR (coordinadora Bruna Capparelli).
Sassen está actualmente casada con el sociólogo Richard Sennett.

## Temas de investigación y aportaciones teóricas
Sus ámbitos de estudio abarcan, fenómenos como la inmigración, las ciudades y los cambios en el estado liberal a consecuencia de las actuales condiciones transnacionales. Una de sus mayores aportaciones científicas ha sido su concepto de ciudad global, actualmente aceptado y utilizado en todo el mundo. Otro aspecto fundamental de la obra de Sassen reside en los estudios sobre las cuestiones de poder y la desigualdad derivados de los procesos de globalización. 
En el ensayo La ciudad global  (1991) elabora el concepto de Ciudad Global como referencia para entender la transformación que el neoliberalismo ha llevado a cabo en las grandes metrópolis mundiales. Por lo tanto, la definición resumida sería la siguiente: “ciudades que tienen un efecto directo y tangible en los asuntos mundiales a través de algo más que el medio socioeconómico, con influencia en términos de la cultura o la política. Sirven como símbolos del capitalismo global.” Es decir, grandes urbes que son grandes polos económicos y a la vez grandes bolsas de pobreza 
El concepto gira en torno a tres ejes:
- Decadencia de la democracia liberal: Dejó de funcionar cuando las grandes corporaciones se globalizaron. Un proceso que surge en los años 80, se produce la privatización/desregulación y la proliferación de entidades supranacionales o intergubernamentales, dos decisiones cruciales para generar un sistema económico y social global en el que la soberanía real ha dejado de residir en los Estados-Nación tradicionales.
- Lógica de extracción: La lógica dominante en este sistema económico mundial se explica con dos ejemplos:   1.Las altas finanzas en contraposición a la banca tradicional que le interesaba, por así decirlo, que a los hijos de sus clientes les fuera bien económicamente, porque ellos representaban futuros clientes, etc.  2.Las franquicias de café: extraen la capacidad de consumo de un barrio o ciudad, y se llevan todos los beneficios fuera del barrio, la ciudad (necesitan pocos empleados y muy poco cualificados) e incluso, del país gracias a la ingeniería fiscal.
- Grandes desigualdades económicas y culturales: En estas ciudades existen brechas de ingresos escandalosas entre los ricos y las clases medias modestas. Según Sassen, actualmente la mayor diferencia económica no es entre países, sino entre clases sociales de un mismo país. Hoy el cambio es que la antigua clase media cada vez existe menos porque, o se pertenece al 30-40% más pudiente o a una clase media-baja y baja que cada vez es más pobre.  Por lo tanto, según la autora nos encontramos en un proceso de “intermediación” entre la modalidad de ciudad de nuestro pasado inmediato y la modalidad completamente diferente de ciudad global dominada por los 3 ejes anteriores.

En su libro Expulsiones (2014), teoriza el concepto de expulsión sistémica. El concepto nace de la necesidad de superar el concepto de exclusión y desigualdad. Esto lleva a una escisión entre incluidos y expulsados que está generando problemas de iniquidad, además de poner en riesgo una mínima estabilidad social y el propio concepto de democracia. Existen tres formas de expulsión:
- Económica: la economía global (que supera al modelo keynesiano) produce una sociedad que no necesita al trabajador porque deja de ser industrial para centrarse en la ‘financiarización’ y en las plusvalías o beneficios. El globalismo y la desregulación de las economías se llevó a cabo de manera rápida y apasionada para generar nuevas y grandiosas oportunidades de enriquecimiento a unas élites empresariales concretas. Una vez caído el muro de Berlín y sin el miedo al contramodelo soviético, las élites económicas y políticas consideraron que ya no tenía ningún sentido contribuir al estado del bienestar con trabajo e impuestos, y que las clases medias eran prescindibles. Esto produjo grandes masas de población cada vez más precarias laboralmente o en paro, con ingresos más bajos y con menos prestaciones sociales porque las administraciones cada vez tienen menos ingresos.
- Democrática/Cultural: Aparece la clase cosmopolita global, que concentra la riqueza, enfrente del resto de la población que queda recluida en el marco estanco de los Estados nacionales que no tienen capacidad soberana de controlar estas dislocaciones socioeconómicas y no son capaces de mantener sociedades mínimamente inclusivas.
- Medioambiental: La inversión y la compra masiva de tierra extranjera para la explotación de recursos naturales por parte de corporaciones privadas y por parte de países del centro del sistema internacional es colonialismo minimalista: “A ninguno de estos países o corporaciones les interesa conquistar todo el país, sino que solo quieren la tierra que van a usar, cuando el territorio queda inutilizado por el maltrato del propio uso se van a buscar otras tierras”. Por lo tanto, se basa en la lógica de extracción.

## Críticas
Se le han hecho críticas tanto a su método de investigación, como al contenido de sus investigaciones.
Por lo que se refiere a las críticas de contenido una de las más explícitas fue la que escribió Jordi Borja en 2013 a raíz de la concesión del Premio Príncipe de Asturias a Saskia Sassen. Según Borja, el ensayo de la "Ciudad Global" parte de un error inicial, y es que, según él, no hay ciudades globales y ciudades que no lo sean: hay diversos grados de "globalización", es decir, de inserción en redes económicas, sociales, culturales, etc. Podemos decir que por ejemplo Los Ángeles es más global que Dakar, o Madrid más que Valencia, pero todas están más o menos integradas en relaciones globales. Además, limitó las ciudades globales a Nueva York, Tokio y Londres, lo cual complica la generalización del concepto.
Otros autores critican a Saskia Sassen por su indefinición del término globalización. Porque según ella lo global también reside en cierta medida en lo nacional. Se parte de la premisa de que si un proceso o entidad se encuentre dentro del territorio de un Estado soberano no significa que sea un proceso o entidad nacional, puede ser también una localización de lo global o bien una entidad nacional que está en proceso de desnacionalización. Por lo tanto, lo que se intenta designar con el término globalización y que tiene que ver, por un lado, con la formación de procesos e instituciones explícitamente globales, pero también con los procesos que no pertenecen necesariamente a la escala global y que sin embargo forman parte de la globalización, inmersos en territorios nacionales y que se conectan a la globalización a través de diferentes redes o entidades transfronterizas. Pero, según este esquema prácticamente cualquier institución o movimiento puede ser tratado como global.
Por otro lado, metodológicamente utiliza un método que estudia fenómenos sociales a escala micro para después generalizarlos y extrapolarlos al conjunto de la población. Y esto es algo controvertido según varios sociólogos.